# IPod touch

Logo des Apple iPod touch (4. Generation)

Der iPod touch ist ein mobiler Mediaplayer, eine Spielkonsole, ein Organizer und eine WLAN-Plattform des amerikanischen Unternehmens Apple. Er ist Bestandteil der iPod-Produktlinie. Betrieben wird der iPod touch als einziges Gerät in der iPod-Linie mit dem kompletten iOS, wie es auf iPhones läuft. Der erste iPod touch erschien am 5. September 2007. Inzwischen sind sieben verschiedene Generationen erschienen, die sich in ihren Ausstattungsmerkmalen unterscheiden.
Am 10. Mai 2022 kündigte Apple auf seiner Website an, den iPod touch nicht länger zu produzieren.
Bis Mai 2013 verkaufte Apple mehr als 100 Millionen iPod-Touch-Geräte.

## Gerätehistorie

### Erste Generation
Am 5. September 2007 stellte Apple den iPod touch bei einem Special Event in San Francisco vor. Das Gerät basierte auf der Technik des iPhones und wurde über einen Multi-Touch-Bildschirm bedient. Dieser nimmt wie beim iPhone einen Großteil der Fläche der Gehäuseoberseite ein. Das Gehäuse ähnelte stark dem des iPhone, ist allerdings flacher und wirkt noch flacher wegen der zur Rückseite hin abgerundeten Ecken. Das Gerät verfügte als erster iPod über WLAN. Der iPod Dock Connector für eine Kabelverbindung war ebenfalls vorhanden.

### Zweite Generation
Die zweite Generation des iPod touch wurde am 9. September 2008 vorgestellt. Das Design war leicht überarbeitet worden: Die Rückseite war nun leicht gewölbt, hinzu kamen ein integrierter Lautsprecher und ein Lautstärkeregler an der linken Seite. Im Vergleich zur ersten Generation wurde das Gerät um 0,5 Millimeter dicker. Technische Neuerungen sind Bluetooth-Fähigkeit und ein integrierter Empfänger für das Nike+iPod-System. Die Akkulaufzeit erhöht sich bei Musikwiedergabe von 22 auf 36 Stunden, bei Videos von fünf auf sechs Stunden. Außerdem wurde erstmals in einem iOS-Gerät ein System on a Chip („SoC“) eingesetzt, das S5L8720. Auch die Auslieferungsfirmware, iPhone OS 2.1.1, brachte neue Features, beispielsweise den App Store.
Die Geräte wurden mit 8, 16 und 32 GB angeboten. Nach der Veröffentlichung des iPod touch der 3. Generation wurde der iPod touch 2G dann nur noch in der 8-GB-Version angeboten; sein Bootrom wurde leicht modifiziert und war nun mit dem des iPod touch 3G identisch.

### Dritte Generation
Am 9. September 2009 stellte Apple einen technisch modifizierten, äußerlich unveränderten iPod touch vor, der als „iPod touch late 2009“ vertrieben wurde. Umgangssprachlich wurde er „iPod touch 3G“ genannt, da er der dritte bisher erschienene iPod touch war. Bei der Vorstellung des iPhone OS 4.0 nutzte Apple den Namen „iPod touch 3rd generation (late 2009)“. Ein neues SoC, das S5L8922, bot einen neuen Prozessor (ARM Cortex A8) und verdoppelten Speicher (256 MB). Es gab Modelle mit 32 GB und 64 GB Kapazität. Der iPod touch verfügte nun zusätzlich über eine Sprachsteuerung und über „VoiceOver“. Die Laufzeit des Akkus verringerte sich auf 30 Stunden bei Musikwiedergabe. Die Auslieferungssoftware war iPhone OS 3.1. Apple bewarb das Gerät im Fernsehen und auf der eigenen Homepage als „mobile Spielkonsole“.

### Vierte Generation
Die vierte Generation wurde am 1. September 2010 vorgestellt. Sie verfügt über ein Retina-Display mit einer Auflösung von 960 × 640 Pixel, Unterstützung für Wi-Fi 4, eine Kamera auf der Rückseite, die auch HD-Videos aufnimmt und Fotos mit 0,7 Megapixel macht, eine zweite Kamera auf der Vorderseite mit VGA-Auflösung sowie ein Mikrofon und einen Gyroskop. Die Kameras bieten keinen Autofokus und nur eine statische Fokussierung. Das SoC ist ein Apple A4.
Der iPod touch 4G ist mit 7,2 Millimetern fast 1½ Millimeter dünner als seine Vorgängermodelle, hat aber die gleiche Rückwand aus Aluminium. Anders als beim Vorgänger gab es wieder eine Variante mit 8 GB Speicherplatz. Dank der Kamera auf der Vorderseite unterstützt der iPod touch nun „FaceTime“, Apples Videotelefoniedienst. FaceTime-Anrufe sind nur zu Geräten mit der entsprechenden Software möglich – andere iPod-touchs, iPhones, iPads oder Macs. Laut Apple sollte der Akku bei Musikwiedergabe bis zu 40 Stunden, bei Videowiedergabe bis zu sieben Stunden halten.
Ab dem 12. Oktober 2011 war der iPod touch der vierten Generation auch in Weiß und mit 16 GB erhältlich. Seit Ende Oktober 2012 wurde er nur noch mit 16 und 32 GB angeboten; am 30. Mai 2013 wurde der Verkauf eingestellt.

### Fünfte Generation
Am 12. September 2012 stellte Apple die fünfte Generation vor. Sie verfügt über das Apple-A5-SoC und ein größeres Retina-Display, eine iSight-Kamera auf der Rückseite, die Full HD-Videos und Fotos mit 5 Megapixel (2592 × 1936 Pixel) aufnimmt, eine FaceTime-Kamera auf der Vorderseite sowie ein Mikrofon. Erstmals ist auch ein LED-Blitz für Fotoaufnahmen vorhanden, der auch als Videoleuchte oder Taschenlampe dienen kann. Das Modell ist mit 6,1 Millimetern um 1,1 Millimeter dünner als sein Vorgängermodell. Laut Apple soll der Akku bei Musikwiedergabe bis zu 40 Stunden, bei Videowiedergabe bis zu acht Stunden halten. Der iPod touch ist mit einem Unibody-Gehäuse aus anodisiertem Aluminium in den Farben Pink, Gelb, Blau, Weiß und Schwarz sowie einer roten Product-Red-Sonderedition, bei der Apple einen Teil der Erlöse an den Global Found to fight AIDS in Afrika spendet, erhältlich. Auf der Rückseite kann eine Handschlaufe (iPod touch loop) befestigt werden. Das Gerät führt die Sprachsteuerung Siri auf dem iPod ein. Das Gerät hat keinen Umgebungslichtsensor zur automatischen Bildschirmhelligkeitseinstellung – laut Phil Schiller, Manager und Marketing-Vizepräsident von Apple, aus Platzgründen. Das Modell unterstützt Bluetooth 4.0 und Wi-Fi 4 neben dem 2,4 GHz-Band auch erstmals im 5-GHz-Frequenzband. Auf dem iPod läuft Apples mobiles Betriebssystem iOS 9.3.5. Er steht in Versionen mit 16, 32 und 64 GB internen Speicher zur Verfügung.
Am 30. Mai fügte Apple eine 16-GB-Variante mit gleichen Spezifikationen wie die 5. Generation hinzu, jedoch ohne die rückseitige Kamera, die Loop-Befestigung und bunt gefärbte Rückseiten; sie wird nur mit einer schwarzen Front- und silberfarbener Rückseite geliefert. Am 10. September 2013 ersetzte Apple die schwarze Variante durch eine graue Version. Am 26. Juni 2014 wurde das bisherige 16-GB-Modell durch eine Version, die baugleich mit der 32- und 64-GB-Version ist, ersetzt. Gleichzeitig wurden die Preise gesenkt, am 9. März 2015 jedoch wegen des Wechselkurses wieder um 30 € (das große Modell um 40 €) angehoben.

### Sechste Generation
Die sechste Generation wurde am 15. Juli 2015 veröffentlicht. Sie gleicht im Aussehen der fünften Generation, besitzt nun das Apple A8-SoC und verzichtet auf die Kameraschlaufe. Die neue Kamera hat eine Auflösung von 8 Megapixeln und eine optionale Zeitlupenfunktion beim Filmen. Die Farben wurden, wie beim iPod nano und iPod shuffle, aktualisiert und entsprechen nun denen des iPhone 6: Silber, Gold und „Spacegrau“ sowie die neuen Farben Dunkelblau und Pink. Auch eine Product-Red-Sonderedition gibt es wieder. Weiter wurde eine 128-GB-Variante eingeführt, für einen Aufpreis von 110 € gegenüber der 64-GB-Variante. Die Preise der anderen Ausführungen entsprechen denen des Vorgängers.
Nachdem die übrigen iPods am 27. Juli 2017 eingestellt wurden, wurden die Preise des iPod touch gesenkt. Die Ausführungen mit 16 und 64 GB wurden nicht mehr verkauft. Die 32-GB-Variante kostet seitdem 229 € beziehungsweise 229 CHF (vorher 279 € in Deutschland, 289 € in Österreich und 279 CHF in der Schweiz). Die 128-GB-Variante gibt es für 339 € in Deutschland, 349 € in Österreich und 359 CHF in der Schweiz (vorher 449 € in Deutschland, 469 € in Österreich und 449 CHF in der Schweiz).

### Siebte Generation
Die siebte Generation wurde am 28. Mai 2019 veröffentlicht. Neu ist der Einsatz des Apple A10 Fusion, der laut Apple im Vergleich zum Apple A8 des Vorgängers eine doppelt so hohe Prozessorleistung und dreifache Grafikleistung aufweist; eine Drosselung des Prozessors auf 1,6 GHz sorgt hier für mehr Akkulaufzeit.
Der iPod Touch ist der einzige iPod, der iOS 15 (von September 2021) unterstützt. Er ist mit 32 GB, 128 GB und 256 GB Speicherplatz erhältlich. Einige bei den Vorgängern auf der Rückseite sichtbare Logos wurden entfernt.
Da das Gerät High-Resolution-Formate nicht unterstützt und zum Musiktransfer auf iTunes angewiesen ist, erhielt es im Test von Computer Bild nur die Note 2.0.
Die Herstellung des iPod touch wurde nach 15 Jahren am 18. Mai 2022 eingestellt.

## System-on-a-Chip
Das System-on-a-Chip (SoC) im iPod touch ist bis einschließlich zur 5. Generation ein Samsung S5L-SoC. Seit der vierten Generation wird es offiziell beworben und heißt „Apple Ax“. Die interne Bezeichnung Samsung S5L wurde jedoch beibehalten. Zuvor hat Apple kaum Informationen über seine Geräte preisgegeben. Die Bezeichnung Apple Ax wird umgangssprachlich fälschlicherweise mit dem Prozessor gleichgesetzt, ein SoC enthält jedoch neben dem Prozessor auch alle anderen wichtigen Komponenten eines Computers. Seit der 6. Generation setzt Apple das von TSMC hergestellte Apple A8-SoC ein.

## Modelle
| Modell                     | Modell                     | Modell                     | 1. Generation               | 2. Generation                  | 3. Generation                  | 4. Generation                            | 5. Generation                            | 5. Generation                                                           | 5. Generation                                                           | 6. Generation                                              | 7. Generation                                              |
| -------------------------- | -------------------------- | -------------------------- | --------------------------- | ------------------------------ | ------------------------------ | ---------------------------------------- | ---------------------------------------- | ----------------------------------------------------------------------- | ----------------------------------------------------------------------- | ---------------------------------------------------------- | ---------------------------------------------------------- |
| Veröffentlichung           | Veröffentlichung           | Veröffentlichung           | 5. September 2007           | 9. September 2008              | 9. September 2009              | 1. September 2010                        | 30. Mai 2013                             | 26. Juni 2014                                                           | 12. September 2012                                                      | 15. Juli 2015                                              | 28. Mai 2019                                               |
| Vertriebsstatus            | Vertriebsstatus            | Vertriebsstatus            | Verkauf eingestellt         | Verkauf eingestellt            | Verkauf eingestellt            | Verkauf eingestellt                      | Verkauf eingestellt                      | Verkauf eingestellt                                                     | Verkauf eingestellt                                                     | Verkauf eingestellt                                        | Produktion eingestellt                                     |
| Modellvariante             | Modellvariante             | Modellvariante             | n45ap                       | n72ap                          | n18ap                          | n81ap                                    | n78aap                                   |                                                                         | n78ap                                                                   | n102ap                                                     |                                                            |
| Modellnummer               | Modellnummer               | Modellnummer               | A1213                       | A1288                          | A1318                          | A1367                                    | A1509                                    | A1421                                                                   | A1421                                                                   | A1574                                                      | A2178                                                      |
| Generation, Revision       | Generation, Revision       | Generation, Revision       | 1,1                         | 2,1                            | 3,1                            | 4,1                                      | 5,1                                      | 5,1                                                                     | 5,1                                                                     | 7,1                                                        |                                                            |
| Speicher                   | Speicher                   | 8 GB                       | Grünes Häkchensymbol für ja | Grünes Häkchensymbol für ja    |                                | a                                        |                                          |                                                                         |                                                                         |                                                            |                                                            |
| Speicher                   | Speicher                   | 16 GB                      | Grünes Häkchensymbol für ja | Grünes Häkchensymbol für ja    |                                | b                                        | Grünes Häkchensymbol für ja              | Grünes Häkchensymbol für ja                                             |                                                                         | c                                                          |                                                            |
| Speicher                   | Speicher                   | 32 GB                      | Grünes Häkchensymbol für ja | Grünes Häkchensymbol für ja    | Grünes Häkchensymbol für ja    | Grünes Häkchensymbol für ja              |                                          |                                                                         | Grünes Häkchensymbol für ja                                             | Grünes Häkchensymbol für ja                                | Grünes Häkchensymbol für ja                                |
| Speicher                   | Speicher                   | 64 GB                      |                             |                                | Grünes Häkchensymbol für ja    | a                                        |                                          |                                                                         | Grünes Häkchensymbol für ja                                             | c                                                          |                                                            |
| Speicher                   | Speicher                   | 128 GB                     |                             |                                |                                |                                          |                                          |                                                                         |                                                                         | Grünes Häkchensymbol für ja                                | Grünes Häkchensymbol für ja                                |
| Speicher                   | Speicher                   | 256 GB                     |                             |                                |                                |                                          |                                          |                                                                         |                                                                         |                                                            | Grünes Häkchensymbol für ja                                |
| Farben                     | Farben                     | Farben                     | Schwarz                     | Schwarz                        | Schwarz                        | Schwarz, Weiß (seit 12. Oktober 2011)    | Schwarz/Silber                           | Schwarz bzw. Grau, Silber, Pink, Gelb, Blau sowie Rot (als Product Red) | Schwarz bzw. Grau, Silber, Pink, Gelb, Blau sowie Rot (als Product Red) | Grau, Gold, Silber, Pink, Blau sowie Rot (als Product Red) | Grau, Gold, Silber, Pink, Blau sowie Rot (als Product Red) |
| Akkulaufzeit (in h)        | Akkulaufzeit (in h)        | Audio                      | 22                          | 36                             | 30                             | 40                                       | 40                                       | 40                                                                      | 40                                                                      | 40                                                         | 40                                                         |
| Akkulaufzeit (in h)        | Akkulaufzeit (in h)        | Video                      | 5                           | 6                              | 5                              | 7                                        | 8                                        | 8                                                                       | 8                                                                       | 8                                                          | 8                                                          |
| Gewicht (in g)             | Gewicht (in g)             | Gewicht (in g)             | 120                         | 115                            | 115                            | 101                                      | 84                                       | 88                                                                      | 88                                                                      | 88                                                         | 88                                                         |
| Abmessungen (in mm)        | Abmessungen (in mm)        | Höhe                       | 110                         | 110,2                          | 110,2                          | 111                                      | 123,4                                    | 123,4                                                                   | 123,4                                                                   | 123,4                                                      | 123,4                                                      |
| Abmessungen (in mm)        | Abmessungen (in mm)        | Breite                     | 61,8                        | 61,8                           | 61,8                           | 58,9                                     | 58,6                                     | 58,6                                                                    | 58,6                                                                    | 58,6                                                       | 58,6                                                       |
| Abmessungen (in mm)        | Abmessungen (in mm)        | Tiefe                      | 8                           | 8,5                            | 8,5                            | 7,2                                      | 6,1                                      | 6,1                                                                     | 6,1                                                                     | 6,1                                                        | 6,1                                                        |
| Bild- schirm               | Größe                      | Größe                      | 89 mm (3,5″)                | 89 mm (3,5″)                   | 89 mm (3,5″)                   | 89 mm (3,5″)                             | 102 mm (4″)                              | 102 mm (4″)                                                             | 102 mm (4″)                                                             | 102 mm (4″)                                                | 102 mm (4″)                                                |
| Bild- schirm               | Auflösung (in Pixeln)      | Auflösung (in Pixeln)      | 480 × 320                   | 480 × 320                      | 480 × 320                      | 960 × 640                                | 1136 × 640                               | 1136 × 640                                                              | 1136 × 640                                                              | 1136 × 640                                                 | 1136 × 640                                                 |
| Bild- schirm               | Pixeldichte (in ppi)       | Pixeldichte (in ppi)       | 163                         | 163                            | 163                            | 326                                      | 326                                      | 326                                                                     | 326                                                                     | 326                                                        | 326                                                        |
| Aktuellstes Betriebssystem | Aktuellstes Betriebssystem | Aktuellstes Betriebssystem | iOS 3.1.3 (2. Februar 2010) | iOS 4.2.1 (22. November 2010)  | iOS 5.1.1 (10. Mai 2012)       | iOS 6.1.6 (21. Februar 2014)             | iOS 9.3.5 (25. August 2016)              | iOS 9.3.5 (25. August 2016)                                             | iOS 9.3.5 (25. August 2016)                                             | iOS 12.5.7 (23. Januar 2023)                               | iOS 15.8.7 (29. Juli 2024)                                 |
| SoC                        | Bezeichnung                | Bezeichnung                | S5L8900                     | S5L8720                        | S5L8922                        | S5L8930 Apple A4                         | S5L8942 Apple A5                         | S5L8942 Apple A5                                                        | S5L8942 Apple A5                                                        | APL1011 Apple A8                                           | APL1W24 Apple A10 Fusion                                   |
| SoC                        | Prozessor                  | Typ                        | ARM 1176                    | ARM 1176                       | ARM Cortex A8                  | ARM Cortex A8                            | ARM Cortex A9                            | ARM Cortex A9                                                           | ARM Cortex A9                                                           | Apple Typhoon                                              | Apple Hurricane                                            |
| SoC                        | Prozessor                  | Takt (in MHz)              | 412 (400 iOS <1.1.3)        | 532                            | 633                            | 776                                      | 800                                      | 800                                                                     | 800                                                                     | 1100                                                       | 1600                                                       |
| SoC                        | Architektur                | Architektur                | ARMv6 32 Bit                | ARMv6 32 Bit                   | ARMv7 32 Bit                   | ARMv7 32 Bit                             | ARMv7 32 Bit                             | ARMv7 32 Bit                                                            | ARMv7 32 Bit                                                            | ARMv8 64 Bit                                               | ARMv8 64 Bit                                               |
| SoC                        | Arbeitsspeicher            | Arbeitsspeicher            | 128 MB                      | 128 MB                         | 256 MB                         | 256 MB                                   | 512 MB                                   | 512 MB                                                                  | 512 MB                                                                  | 1 GB                                                       | 2 GB                                                       |
| SoC                        | Grafik- prozessor          | Typ                        | PowerVR MBX LITE            | PowerVR MBX LITE               | PowerVR SGX535                 | PowerVR SGX535                           | PowerVR SGX543MP2                        | PowerVR SGX543MP2                                                       | PowerVR SGX543MP2                                                       | PowerVR GX6450                                             | PowerVR GT7600                                             |
| SoC                        | Grafik- prozessor          | Takt (in MHz)              | 60                          | 60                             | 150                            | 200                                      | 200                                      | 200                                                                     | 200                                                                     | 450                                                        |                                                            |
| Kamera                     | hinten                     | hinten                     | keine                       | keine                          | keine                          | 720p                                     | keine                                    | Foto: 5 Megapixel Video: 1080p                                          | Foto: 5 Megapixel Video: 1080p                                          | Foto: 8 Megapixel Video: 1080p                             | Foto: 8 Megapixel Video: 1080p                             |
| Kamera                     | vorn                       | vorn                       | keine                       | keine                          | keine                          | VGA                                      | 720p                                     | 720p                                                                    | 720p                                                                    | 720p                                                       | 720p                                                       |
| Konnek- tivität            | Chip                       | Chip                       | Marvell W8686B22            | Broadcom BCM4325               | Broadcom BCM4329               | Broadcom BCM4329                         | Broadcom BCM4334                         | Broadcom BCM4334                                                        | Broadcom BCM4334                                                        |                                                            |                                                            |
| Konnek- tivität            | WLAN                       | WLAN                       | 802.11b/g                   | 802.11b/g                      | 802.11b/g                      | 802.11a/b/g/n                            | 802.11a/b/g/n                            | 802.11a/b/g/n                                                           | 802.11a/b/g/n                                                           | 802.11a/b/g/n/ac                                           | 802.11a/b/g/n/ac                                           |
| Konnek- tivität            | WLAN                       | WLAN                       | 2,4 GHz                     | 2,4 GHz                        | 2,4 GHz                        | 2,4 GHz                                  | 2,4 GHz und 5 GHz                        | 2,4 GHz und 5 GHz                                                       | 2,4 GHz und 5 GHz                                                       | 2,4 GHz und 5 GHz                                          | 2,4 GHz und 5 GHz                                          |
| Konnek- tivität            | Bluetooth-Version          | Bluetooth-Version          | –                           | 2.1                            | 2.1                            | 2.1                                      | 4.0                                      | 4.0                                                                     | 4.0                                                                     | 4.1                                                        | 4.1                                                        |
| Anschlüsse                 | Anschlüsse                 | Anschlüsse                 | 30-poliger Dock-Connector   | 30-poliger Dock-Connector      | 30-poliger Dock-Connector      | 30-poliger Dock-Connector                | Lightning                                | Lightning                                                               | Lightning                                                               | Lightning                                                  | Lightning                                                  |
| Anschlüsse                 | Anschlüsse                 | Anschlüsse                 | Kopfhörerausgang            | Headsetausgang                 | Headsetausgang                 | Headsetausgang                           | Headsetausgang                           | Headsetausgang                                                          | Headsetausgang                                                          | Headsetausgang                                             | Headsetausgang                                             |
| Airplay Unterstützung      | Airplay Unterstützung      | Airplay Unterstützung      | –                           | –                              | Airplay Audio                  | Airplay Audio                            | Airplay Audio + Airplay Mirroring        | Airplay Audio + Airplay Mirroring                                       | Airplay Audio + Airplay Mirroring                                       | Airplay Audio + Airplay Mirroring                          | Airplay Audio + Airplay Mirroring                          |
| Sonstiges                  | Sonstiges                  | Sonstiges                  | –                           | Lautsprecher, Lautstärketasten | Lautsprecher, Lautstärketasten | Lautsprecher, Lautstärketasten, Mikrofon | Lautsprecher, Lautstärketasten, Mikrofon | Lautsprecher, Lautstärketasten, Mikrofon                                | Lautsprecher, Lautstärketasten, Mikrofon                                | Lautsprecher, Lautstärketasten, Mikrofon                   | Lautsprecher, Lautstärketasten, Mikrofon                   |

1. Generation
2. Generation
3. Generation
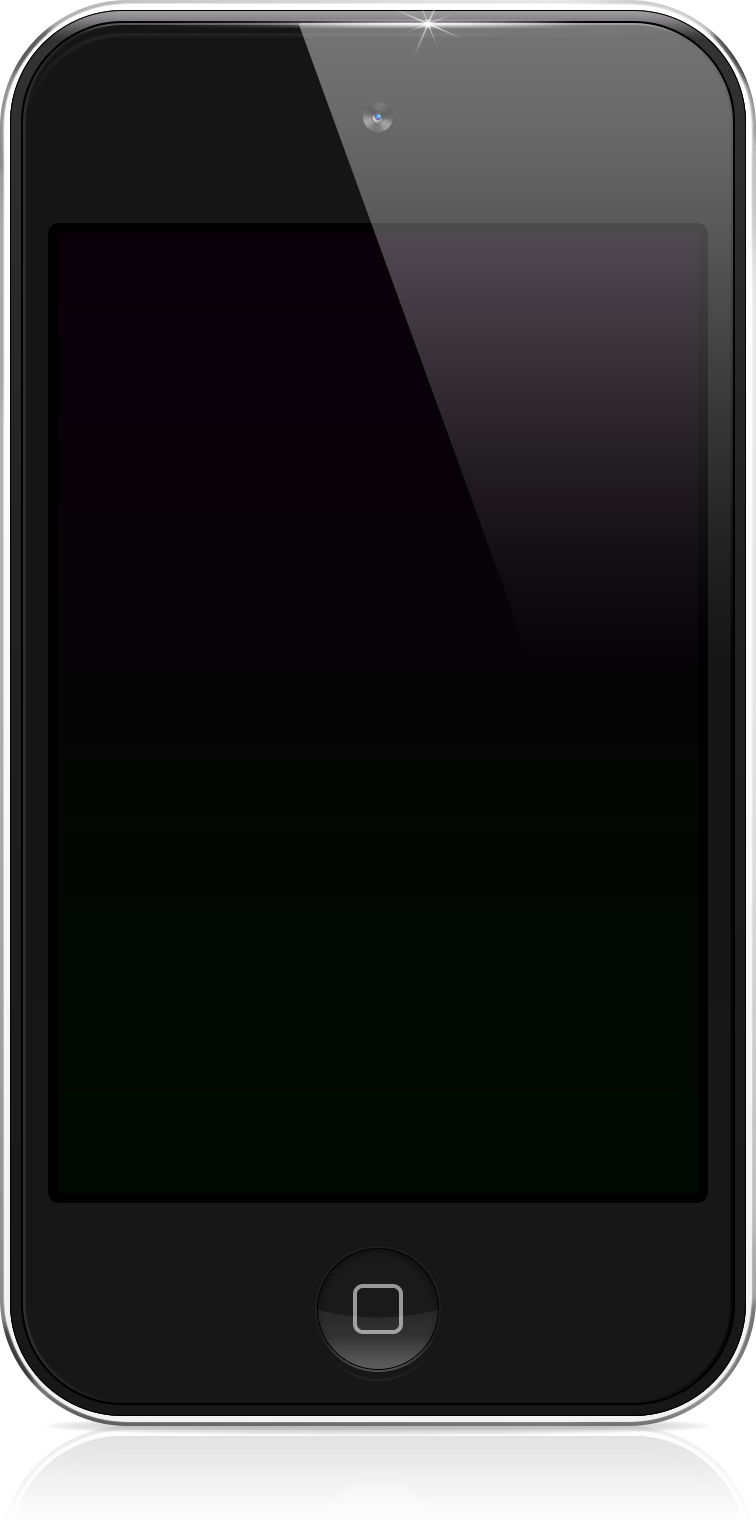
4. Generation
5. bis 7. Generation

## Betriebssystem
Das Betriebssystem des iPod touch, das iOS, ist das gleiche, das auch beim iPhone und beim iPad verwendet wird. Bei der Einführung des iPhones sagte Steve Jobs lediglich, dass das iPhone Mac OS X verwendet, ab der Version 2.0 war die Rede von iPhoneOS. Ab der Version 4.0 hieß es dann iOS. Die Bedienung von iOS erfolgt wie bei den anderen Geräten über einen Touchscreen mit Multi-Touch-Funktion. Für den iPod touch sind Anwendungsprogramme (sogenannte „Apps“) aus dem App Store verfügbar. Grundsätzlich handelt es sich um die gleichen Apps wie beim iPhone. Allerdings sind bestimmte Anwendungen, die auf nicht vorhandene Hardwarekomponenten wie beispielsweise GPS oder Telefondienste zurückgreifen, nicht erhältlich.